# Galatea Ranzi
Galatea Ranzi (29 de marzo de 1968 en Roma) es una actriz italiana de cine, televisión y teatro.

## Carrera
Nacida en Roma, Ranzi estudió actuación en la Academia Nacional de artes dramáticas Silvio D'Amico, graduándose en 1988. Hizo su debut en teatro en 1987, en la obra de Luca Ronconi Amor nello specchio, desde entonces actuó en muchas otras producciones de Ronconi, al igual que en obras dirigidas por Cesare Lievi y Massimo Castri, entre otros.
Ranzi hizo su debut en cine en 1993, en la película de Paolo y Vittorio Taviani Fiorile, y por su actuación fue nominada al premio Nastro d'Argento a mejor actriz. En 2005 fue nominada al premio David di Donatello a mejor actriz de reparto gracias a su actuación en The Life That I Want de Giuseppe Piccioni.

## Filmografía seleccionada
- Fiorile (1993)
- Piccoli orrori (1993)
- Va' dove ti porta il cuore (1996)
- Appassionate (1999)
- A Journey Called Love (2002)
- Caterina in the Big City (2003)
- Il pranzo della domenica (2003)
- The Life That I Want (2004)
- Pontormo – un amore eretico (2004)
- Tre metri sopra il cielo (2004)
- The Fine Art of Love (2005)
- Ho voglia di te (2007)
- Aria (2009)
- The Great Beauty (2013)
- What a Beautiful Surprise (2015)